# 1036 Ganymed
För andra betydelser, se Ganymedes (olika betydelser).
1036 Ganymed eller 1924 TD är en asteroid som upptäcktes 23 oktober 1924 av den tysk-amerikanske astronomen Walter Baade. Asteroiden har fått sitt namn efter Ganymedes inom grekisk mytologi.
Asteroiden är en av de största av Amor-asteroiderna. Det närmaste avståndet mellan jordens och Ganymedes omloppsbanor är 0,34 AU eller 51 miljoner kilometer. Den korsar även Mars omloppsbana.
Radarobservationer visar att den har en närmast sfärisk form.

## Galleri

Banan för 1036 Ganymed i blått, med planeterna i rött och solen i svart. Ytterst av de planeter som visas är Jupiter.